# Division IIA du Championnat du monde de hockey sur glace 2015
Le tournoi de la Division IIA du Championnat du monde de hockey sur glace 2015 se déroule à Reykjavik en Islande du 13 au 19 avril 2015.
| \| Localisation de Reykjavik au Sud-Ouest de l'Islande. \| Localisation de Reykjavik au Sud-Ouest de l'Islande. |
| Localisation de Reykjavik au Sud-Ouest de l'Islande.                                                            |

## Aperçu de l'ensemble de la compétition
Le Championnat du monde de hockey sur glace est un ensemble de plusieurs tournois regroupant les nations en fonction de leur niveau. Les meilleures équipes disputent le titre dans la Division Élite.

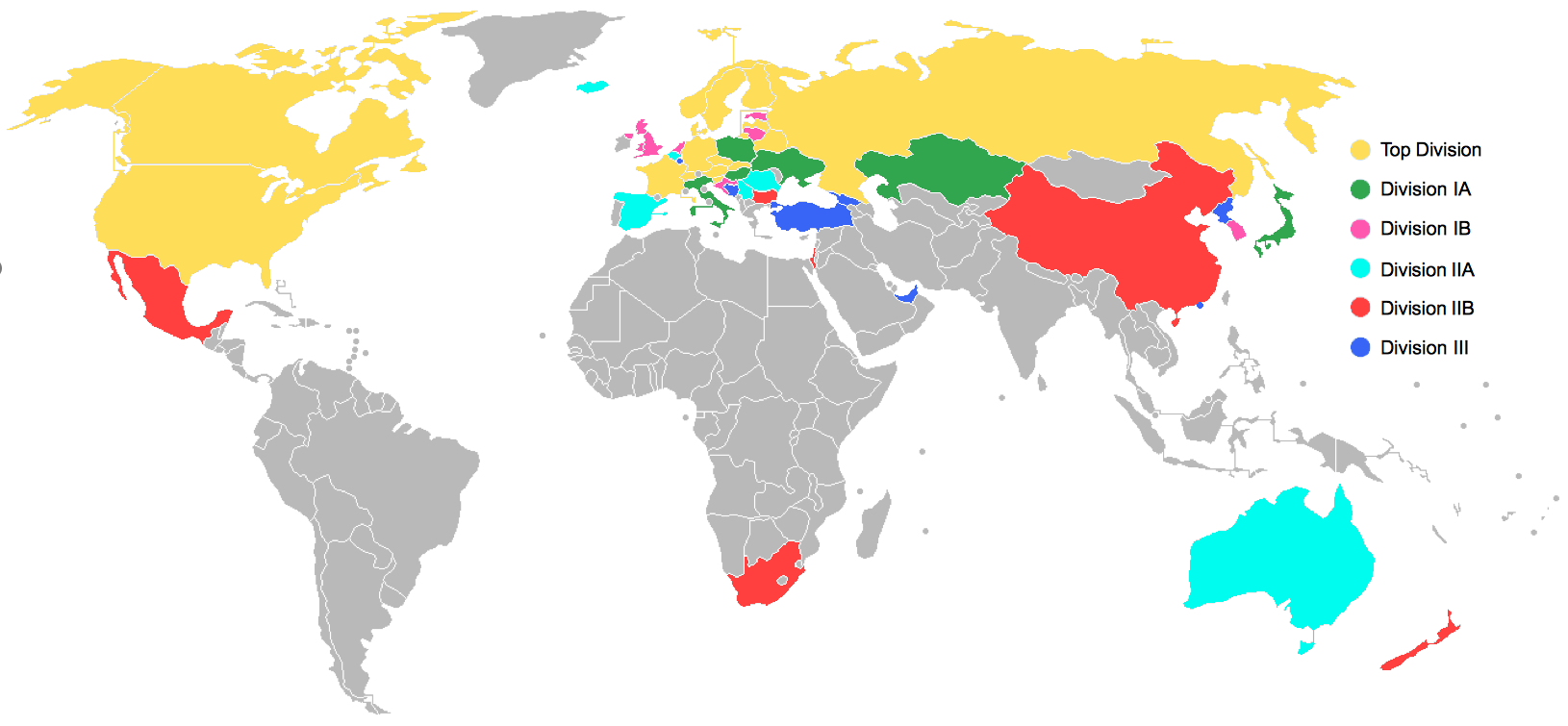
Nations participant au Championnat du monde de hockey sur glace 2015, par division.

| Tournoi        | Lieu              | Dates               | Nombre de participants | Matches joués |
| -------------- | ----------------- | ------------------- | ---------------------- | ------------- |
| Division élite | Prague et Ostrava | 1er au 17 mai 2015  | 16                     | 64            |
| Division IA    | Cracovie          | 19 au 25 avril 2015 | 6                      | 15            |
| Division IB    | Eindhoven         | 13 au 19 avril 2015 | 6                      | 15            |
| Division IIA   | Reykjavik         | 13 au 19 avril 2015 | 6                      | 15            |
| Division IIB   | Le Cap            | 13 au 19 avril 2015 | 6                      | 15            |
| Division III   | Izmir             | 3 au 12 avril 2015  | 7                      | 21            |

## Format de la compétition
Le groupe principal (Division Élite) regroupe 16 équipes réparties en deux poules de 8 qui disputent un tour préliminaire. Les 4 premiers de chaque poule sont qualifiés pour les quarts de finale et les derniers sont relégués en Division IA.
Pour les autres divisions qui comptent 6 équipes (sauf la Division III qui en compte 7), les équipes s’affrontent entre elles et, à l'issue de cette compétition, le premier est promu dans la division supérieure et le dernier est relégué dans la division inférieure.
Lors des phases de poule, les points sont attribués ainsi :
- victoire : 3 points ;
- victoire en prolongation ou aux tirs de fusillade : 2 points ;
- défaite en prolongation ou aux tirs de fusillade : 1 point ;
- défaite : 0 point.

## Matches
| 13 avril 2015 | Espagne | 6-1 (2-1, 1-0, 3-0) | Australie | Laugardalur Arena 121 spectateurs |

| Feuille de match | Feuille de match | Feuille de match            | Feuille de match                                | Feuille de match                                             |
| ---------------- | --- | --------------------------- | ----------------------------------------------- | ------------------------------------------------------------ |
|                  | G. Betran — 5 min (SN) - G. Gonzalez (A. Betran, A. Hernandez) — 18 min 37 s A. Garcia (A. Carbonell) — 24 min 32 s P. Puyuelo (P. Gonzalez) — 46 min 40 s O. Boronat (I. Solorzano, P. Fuentes) — 47 min 25 s J. Anglés (S. Barnola, A. Carbonell) — 47 min 52 s | 1-0 1-1 2-1 3-1 4-1 5-1 6-1 | - C. Todd (L. Webster, B. Funes) — 5 min 55 s - | Arbitrage : Vedran Krcelic Michael Johnstone Orri Sigmarsson |
| Ander Alcaine    | Gardiens | Fraser Carson               |                                                 | Arbitrage : Vedran Krcelic Michael Johnstone Orri Sigmarsson |
| 4 min            | Pénalités | 8 min                       |                                                 | Arbitrage : Vedran Krcelic Michael Johnstone Orri Sigmarsson |
| 26               | Tirs | 21                          |                                                 | Arbitrage : Vedran Krcelic Michael Johnstone Orri Sigmarsson |

| 13 avril 2015 | Serbie | 4-8 (0-3, 2-3, 2-2) | Roumanie | Laugardalur Arena 146 spectateurs |

| Feuille de match                                | Feuille de match | Feuille de match                                | Feuille de match | Feuille de match                                            |
| ----------------------------------------------- | --- | ----------------------------------------------- | --- | ----------------------------------------------------------- |
|                                                 | - D. Filipovic (M. Sretovic) — 28 min 16 s (SN) - S. Ilic (P. Ogrizovic) — 30 min 55 s - B. Gabric — 46 min 5 s P. Popravka (M. Babić, M. Stretovic) — 56 min 31 s | 0-1 0-2 0-3 0-4 1-4 1-5 2-5 2-6 2-7 2-8 3-8 4-8 | M. Biro (Z. Molnar) — 1 min 46 s L. Lorincz (D. Tranca, B. Flinta) — 4 min 47 s L. Zsok (I. Timaru) — 8 min 16 s E. Mihaly (L. Zsok) — 23 min 57 s - S. Papp (L. Zsok, R. Gliga) — 28 min 38 s - L. Lorincz (D. Trnaca, B. Flinta) — 38 min 28 s I. Timaru (M. Biro) — 41 min 35 s M. Biro (I. Timaru, H. Bors) — 44 min 34 s - | Arbitrage : Liam Sewell Maksims Bogdanovs Sindri Gunnarsson |
| Arsenije Rankovic (30:55) Milan Lukovic (29:05) | Gardiens | Adrian Catrinoi Cornea                          | | Arbitrage : Liam Sewell Maksims Bogdanovs Sindri Gunnarsson |
| 6 min                                           | Pénalités | 2 min                                           | | Arbitrage : Liam Sewell Maksims Bogdanovs Sindri Gunnarsson |
| 25                                              | Tirs | 38                                              | | Arbitrage : Liam Sewell Maksims Bogdanovs Sindri Gunnarsson |

| 13 avril 2015 | Islande | 3-0 (0-0, 0-0, 3-0) | Belgique | Laugardalur Arena 632 spectateurs |

| Feuille de match | Feuille de match | Feuille de match | Feuille de match | Feuille de match                                     |
| ---------------- | --- | ---------------- | ---------------- | ---------------------------------------------------- |
|                  | B. Sigurdarson (E. Thormodsson, P. Maack) — 40 min 57 s E. Alengård (B. Sigurdarson) — 59 min 7 s (CV) J. Gislason (B. Sigurdarson, I. Jonsson) — 59 min 20 s (CV) | 1-0 2-0 3-0      | -                | Arbitrage : Pawel Meszynski Havar Dahl Marko Sakovic |
| Dennis Hedstrom  | Gardiens | Arthur Legrand   |                  | Arbitrage : Pawel Meszynski Havar Dahl Marko Sakovic |
| 20 min           | Pénalités | 10 min           |                  | Arbitrage : Pawel Meszynski Havar Dahl Marko Sakovic |
| 36               | Tirs | 29               |                  | Arbitrage : Pawel Meszynski Havar Dahl Marko Sakovic |

| 14 avril 2015 | Roumanie | 5-1 (2-0, 0-0, 3-1) | Australie | Laugardalur Arena 189 spectateurs |

| Feuille de match | Feuille de match | Feuille de match        | Feuille de match                                       | Feuille de match                                         |
| ---------------- | --- | ----------------------- | ------------------------------------------------------ | -------------------------------------------------------- |
|                  | R. Gliga (A. Goga) — 6 min 2 s L. Lorincz (H. Bors, A. Goga) — 7 min 15 s A. Goga (H. Bors, E. Mihaly) — 46 min 18 s (SN) - E. Mihaly (L. Zsok, R. Gliga) — 49 min 43 s B. Flinta (I. Timaru, Y. Pysarenko) — 57 min 21 s | 1-0 2-0 3-0 3-1 4-1 5-1 | - M. Humphries (B. McDowell, W. Darge) — 48 min 30 s - | Arbitrage : Roystian Hansen Maksims Bogdanovs Havar Dahl |
| Otto Onodi       | Gardiens | Fraser Carson           |                                                        | Arbitrage : Roystian Hansen Maksims Bogdanovs Havar Dahl |
| 12 min           | Pénalités | 8 min                   |                                                        | Arbitrage : Roystian Hansen Maksims Bogdanovs Havar Dahl |
| 34               | Tirs | 20                      |                                                        | Arbitrage : Roystian Hansen Maksims Bogdanovs Havar Dahl |

| 14 avril 2015 | Belgique | 6-2 (3-0, 3-0, 1-2) | Espagne | Laugardalur Arena 202 spectateurs |

| Feuille de match | Feuille de match | Feuille de match                             | Feuille de match                                                                                             | Feuille de match                                         |
| ---------------- | --- | -------------------------------------------- | --- | -------------------------------------------------------- |
|                  | T. Dewin (T. Everart, J. Paulus) — 2 min 54 s B. Vercammen (B. Kolodziejczyk) — 8 min 35 s (IN) M. Morgan (A. Bremer, V. Gyesbreghs) — 12 min 10 s (SN) M. Pellegrims (M. Morgan, J. Engelen) — 30 min 10 s (IN) V. Gyesbreghs (J. Engelen, J. Cornelis) — 35 min 15 s - K. van Looy (Y. de Smet, V. Gyesbreghs) — 54 min 1 s - | 1-0 2-0 3-0 4-0 5-0 5-1 6-1 6-2              | - A. Hernandez (O. Boronat, J. Munoz) — 42 min 31 s (SN) - J. J. Palacin (J. Anglés, J. Munoz) — 56 min 14 s | Arbitrage : Liam Sewell Thomas Caillot Sindri Gunnarsson |
| Jean Cornelis    | Gardiens | Ander Alcaine (40:00) Ignacio Garcia (20:00) | | Arbitrage : Liam Sewell Thomas Caillot Sindri Gunnarsson |
| 37 min           | Pénalités | 18 min                                       | | Arbitrage : Liam Sewell Thomas Caillot Sindri Gunnarsson |
| 34               | Tirs | 26                                           | | Arbitrage : Liam Sewell Thomas Caillot Sindri Gunnarsson |

| 14 avril 2015 | Islande | 4-5 (2-2, 2-1, 0-2) | Serbie | Laugardalur Arena 607 spectateurs |

| Feuille de match | Feuille de match | Feuille de match                    | Feuille de match | Feuille de match                                           |
| ---------------- | --- | ----------------------------------- | --- | ---------------------------------------------------------- |
|                  | E. Thormodsson (B. Sigurdarson) — 5 min 3 s P. Maack (A. Helgason, B. Sigurdarson) — 11 min 11 s - I. Jonsson (R. Hedstrom, E. Alengård) — 30 min 51 s (2 SN) - U. Andresson (E. Alengård, I. Jonsson) — 39 min 39 s - | 1-0 2-0 2-1 2-2 3-2 3-3 4-3 4-4 4-5 | - A. Lukovic (D. Filipovic, N. Vucurevic) — 18 min 4 s M. Babić (M. Sretovic) — 19 min 29 s - D. Filipovic (P. Popravka, A. Lukovic) — 37 min 42 s - M. Brkusanin (M. Sretovic, P. Popravka) — 45 min 50 s M. Sretovic (P. Popravka, M. Babić) — 59 min 41 s | Arbitrage : Vedran Krcelic Michael Johnstone Marko Sakovic |
| Dennis Hedstrom  | Gardiens | Arsenije Rankovic                   | | Arbitrage : Vedran Krcelic Michael Johnstone Marko Sakovic |
| 6 min            | Pénalités | 6 min                               | | Arbitrage : Vedran Krcelic Michael Johnstone Marko Sakovic |
| 32               | Tirs | 25                                  | | Arbitrage : Vedran Krcelic Michael Johnstone Marko Sakovic |

| 16 avril 2015 | Roumanie | 4-3 (3-0, 0-2, 1-1) | Belgique | Laugardalur Arena 102 spectateurs |

| Feuille de match | Feuille de match | Feuille de match            | Feuille de match | Feuille de match                                            |
| ---------------- | --- | --------------------------- | --- | ----------------------------------------------------------- |
|                  | E. Mihaly (A. Goga, L. Zsok) — 3 min 48 s (SN) A. Imecs (D. Tranca, L. Lorincz) — 8 min 46 s R. Glica (E. Mihaly, A. Goga) — 17 min 23 s - R. Gliga (L. Zsok) — 43 min 15 s - | 1-0 2-0 3-0 3-1 3-2 4-2 4-3 | - V. Gyesbreghs (B. Kolodziejczyk, M. Pellegrims) — 22 min 9 s (SN) J. Paulus (D. Thurura, Y. de Smet) — 25 min 53 s - M. Morgan (J. Engelen, B. Kolodziejczyk) — 47 min 35 s (SN) | Arbitrage : Vedran Krcelic Thomas Caillot Sindri Gunnarsson |
| Otto Onodi       | Gardiens | Jean Cornelis               | | Arbitrage : Vedran Krcelic Thomas Caillot Sindri Gunnarsson |
| 20 min           | Pénalités | 6 min                       | | Arbitrage : Vedran Krcelic Thomas Caillot Sindri Gunnarsson |
| 33               | Tirs | 21                          | | Arbitrage : Vedran Krcelic Thomas Caillot Sindri Gunnarsson |

| 16 avril 2015 | Serbie | 3-4 (TB) (1-1, 1-1, 1-1, 0-0, 0-1) | Australie | Laugardalur Arena 182 spectateurs |

| Feuille de match  | Feuille de match | Feuille de match            | Feuille de match | Feuille de match                                          |
| ----------------- | --- | --------------------------- | --- | --------------------------------------------------------- |
|                   | - M. Sretovic (M. Babić) — 8 min 57 s (IN) - D. Filipovic (M. Milovanovic, N. Vucurevic) - M. Babić (M. Sretovic, P. Popravka) — 49 min | 0-1 1-1 1-2 2-2 2-3 3-3 3-4 | R. Malloy (G. Oddy, D. Dunwoodie) — 2 min 26 s - B. McDowell (R. Malloy) — 27 min 33 s - G. Oddy (R. Malloy, W. Darge) — 42 min 1 s - R. Malloy — 65 min (TB) | Arbitrage : Pawel Meszynski Marko Sakovic Orri Sigmarsson |
| Arsenjie Rankovic | Gardiens | Fraser Carson               | | Arbitrage : Pawel Meszynski Marko Sakovic Orri Sigmarsson |
| 10 min            | Pénalités | 10 min                      | | Arbitrage : Pawel Meszynski Marko Sakovic Orri Sigmarsson |
| 36                | Tirs | 33                          | | Arbitrage : Pawel Meszynski Marko Sakovic Orri Sigmarsson |

| 16 avril 2015 | Islande | 2-4 (0-1, 1-1, 1-2) | Espagne | Laugardalur Arena 672 spectateurs |

| Feuille de match | Feuille de match                                                                                       | Feuille de match        | Feuille de match | Feuille de match                                         |
| ---------------- | --- | ----------------------- | --- | -------------------------------------------------------- |
|                  | - J. Gislason (B. Sigurdarson) — 37 min 35 s - B. Arnason (J. Leifsson, P. Maack) — 51 min 54 s (SN) - | 0-1 0-2 1-2 1-3 2-3 2-4 | G. Betran (J. Munoz, P. Gonzalez) — 19 min 19 s (SN) I. Solorzano (P. Puyuelo, P. Fuentes) — 24 min 15 s - P. Gonzalez (J. Munoz) — 40 min 42 s (SN) - O. Boronat — 59 min 46 s (CV) | Arbitrage : Roystian Hansen Maksims Bogdanovs Havar Dahl |
| Dennis Hedstrom  | Gardiens                                                                                               | Ander Alcaine           | | Arbitrage : Roystian Hansen Maksims Bogdanovs Havar Dahl |
| 8 min            | Pénalités                                                                                              | 12 min                  | | Arbitrage : Roystian Hansen Maksims Bogdanovs Havar Dahl |
| 23               | Tirs                                                                                                   | 30                      | | Arbitrage : Roystian Hansen Maksims Bogdanovs Havar Dahl |

| 17 avril 2015 | Belgique | 3-2 (pr) (1-1, 1-1, 0-0, 1-0) | Serbie | Laugardalur Arena 174 spectateurs |

| Feuille de match | Feuille de match | Feuille de match    | Feuille de match | Feuille de match                                          |
| ---------------- | --- | ------------------- | --- | --------------------------------------------------------- |
|                  | - M. Pellegrims (F. Neven, B. Kolodziejczyk) — 17 min 31 s (SN) B. Kolodziejczyk (M. Morgan, M. Pellegrims) — 24 min 32 s - M. Morgan (B. Kolodziejczyk) — 63 min 44 s | 0-1 1-1 2-1 2-2 3-2 | D. Filipovic (M. Milovanovic, N. Vucurevic) — 13 min 51 s - M. Milovanovic (A/ Lukovic, M. Brkusanin) — 26 min 28 s - | Arbitrage : Liam Sewell Michael Johnstone Orri Sigmarsson |
| Arthur Legrand   | Gardiens | Arsenije Rankovic   | | Arbitrage : Liam Sewell Michael Johnstone Orri Sigmarsson |
| 10 min           | Pénalités | 8 min               | | Arbitrage : Liam Sewell Michael Johnstone Orri Sigmarsson |
| 47               | Tirs | 48                  | | Arbitrage : Liam Sewell Michael Johnstone Orri Sigmarsson |

| 17 avril 2015 | Espagne | 1-7 (0-2, 0-0, 1-5) | Roumanie | Laugardalur Arena 127 spectateurs |

| Feuille de match                             | Feuille de match                        | Feuille de match                | Feuille de match | Feuille de match                                                |
| -------------------------------------------- | --------------------------------------- | ------------------------------- | --- | --------------------------------------------------------------- |
|                                              | - J. Munoz (O. Boronat) — 42 min 50 s - | 0-1 0-2 1-2 1-3 1-4 1-5 1-6 1-7 | E. Mihaly (R. Gliga) — 5 min 6 s E. Mihaly (R. Gliga, H. Bors) — 13 min 45 s - E. Mihaly (R. Gliga, L. Zsok) — 47 min 29 s M. Biro (I. Timaru, Z. Molnar) — 51 min 40 s D. Tranca (A. Goga, E. Mihaly) — 55 min 9 s L. Lorincz (Y. Pysarenko, D. Tranca) — 55 min 38 s Z. Molnar (M. Biro, S. Papp) — 59 min 48 s (SN) | Arbitrage : Pawel Meszynski Maksims Bogdanovs Sindri Gunnarsson |
| Ander Alcaine (55:09) Ignacio Garcia (04:51) | Gardiens                                | Adrian Catrinoi Cornea          | | Arbitrage : Pawel Meszynski Maksims Bogdanovs Sindri Gunnarsson |
| 6 min                                        | Pénalités                               | 4 min                           | | Arbitrage : Pawel Meszynski Maksims Bogdanovs Sindri Gunnarsson |
| 25                                           | Tirs                                    | 40                              | | Arbitrage : Pawel Meszynski Maksims Bogdanovs Sindri Gunnarsson |

| 17 avril 2015 | Australie | 1-6 (1-2, 0-2, 0-2) | Islande | Laugardalur Arena 717 spectateurs |

| Feuille de match | Feuille de match                             | Feuille de match            | Feuille de match | Feuille de match                                      |
| ---------------- | -------------------------------------------- | --------------------------- | --- | ----------------------------------------------------- |
|                  | - A. McKenzie (M. Humphries) — 18 min 55 s - | 0-1 0-2 1-2 1-3 1-4 1-5 1-6 | E. Alengård (J. Gislason, R. Hedstrom) — 6 min 6 s (SN) E. Thormodsson (J. Magnusson) — 17 min 20 s - R. Hedstrom (J. Gislason) — 29 min 5 s B. Sigurdarson — 30 min 28 s (IN) I. Arnason (R. Hedstrom) — 50 min 52 s E. Alengård (I. Jonsson, R. Hedstrom) — 53 min 15 s (SN) | Arbitrage : Roystian Hansen Thomas Caillot Havar Dahl |
| Fraser Carson    | Gardiens                                     | Dennis Hedstrom             | | Arbitrage : Roystian Hansen Thomas Caillot Havar Dahl |
| 12 min           | Pénalités                                    | 8 min                       | | Arbitrage : Roystian Hansen Thomas Caillot Havar Dahl |
| 28               | Tirs                                         | 25                          | | Arbitrage : Roystian Hansen Thomas Caillot Havar Dahl |

| 19 avril 2015 | Serbie | 4-3 (TB) (0-1, 1-2, 2-0, 0-0, 1-0) | Espagne | Laugardalur Arena 107 spectateurs |

| Feuille de match  | Feuille de match | Feuille de match            | Feuille de match | Feuille de match                                       |
| ----------------- | --- | --------------------------- | --- | ------------------------------------------------------ |
|                   | - P. Popravka (M. Babić, M. Sretovic) — 20 min 19 s - M. Babić (M. Sretovic, P. Popravka) — 45 min 44 s N. Jankovic (P. Ogrizovic, N. Rakovic) — 51 min 36 s M. Sretovic — 65 min (TB) | 0-1 1-1 1-2 1-3 2-3 3-3 4-3 | J. Anglés (P. Puyuelo) — 9 min 9 s - I. Solorzano (P. Puyuelo, P. Fuentes) — 22 min 23 s G. Gonzalez (J. Munoz) — 38 min 45 s - | Arbitrage : Roystian Hansen Havar Dahl Orri Sigmarsson |
| Arsenije Rankovic | Gardiens | Ignacio Garcia              | | Arbitrage : Roystian Hansen Havar Dahl Orri Sigmarsson |
| 4 min             | Pénalités | 4 min                       | | Arbitrage : Roystian Hansen Havar Dahl Orri Sigmarsson |
| 61                | Tirs | 36                          | | Arbitrage : Roystian Hansen Havar Dahl Orri Sigmarsson |

| 19 avril 2015 | Australie | 4-10 (1-4, 1-3, 2-3) | Belgique | Laugardalur Arena 146 spectateurs |

| Feuille de match                              | Feuille de match | Feuille de match                                          | Feuille de match | Feuille de match                                             |
| --------------------------------------------- | --- | --------------------------------------------------------- | --- | ------------------------------------------------------------ |
|                                               | - L. Webster (C. Todd, T. Powell) — 18 min 35 s - A. Geric (C. Todd) — 35 min 53 s - T. Powell (C. Todd, L. Webster) — 51 min 49 s (SN) - A. Geric (W. Darge, R. Malloy) — 59 min 50 s (SN) | 0-1 0-2 0-3 0-4 1-4 1-5 1-6 1-7 2-7 2-8 2-9 3-9 3-10 4-10 | M. Morgan — 6 min 43 s (IN) M. Pellegrims (M. Morgan, B. Kolodziejczyk) — 9 min 27 s B. Vercammen — 14 min 3 s (TP) M. Pellegrims (B. Kolodziejczyk, J. Engelen) — 18 min 17 s - F. Neven (B. Kolodziejczyk, M. Morgan) — 20 min 47 s (SN) A. Bremer (T. Dewin) — 25 min 57 s A. Bremer (K. van Looy, J. Engelen) — 29 min 49 s (SN) - M. Morgan (B. Kolodziejczyk, V. Gyesbreghs) — 41 min 50 s P. van Noten (J. Paulus, J. Engelen) — 46 min 45 s (SN) - M. Morgan (J. Paulus, M. Pellegrims) — 58 min 34 s - | Arbitrage : Pawel Meszynski Maksims Bogdanovs Thomas Caillot |
| Fraser Carson (25:57) Joshua Broekman (34:03) | Gardiens | Arthur Legrand                                            | | Arbitrage : Pawel Meszynski Maksims Bogdanovs Thomas Caillot |
| 14 min                                        | Pénalités | 14 min                                                    | | Arbitrage : Pawel Meszynski Maksims Bogdanovs Thomas Caillot |
| 37                                            | Tirs | 35                                                        | | Arbitrage : Pawel Meszynski Maksims Bogdanovs Thomas Caillot |

| 19 avril 2015 | Roumanie | 3-2 (pr) (1-0, 1-1, 0-1, 1-0) | Islande | Laugardalur Arena 834 spectateurs |

| Feuille de match                                  | Feuille de match | Feuille de match     | Feuille de match                                                                              | Feuille de match                                        |
| ------------------------------------------------- | --- | -------------------- | --------------------------------------------------------------------------------------------- | ------------------------------------------------------- |
|                                                   | H. Csergo (C. Tapu, A. Irimia) — 9 min 55 s - I. Timaru (Y. Pysarenko) — 29 min 11 s - R. Gliga (L. Zsok, S. Papp) — 62 min 45 s | 1-0 1-1 2-1 2-2 3-2  | - E. Alengard (R. Hedstrom) — 24 min - R. Hedstrom (A. Helgason, E. Alengard) — 53 min 58 s - | Arbitrage : Liam Sewell Michael Johnstone Marko Sakovic |
| Adrian Catrinoi Cornea (29:58) Otto Onodi (32:47) | Gardiens | Snorri Sigurbergsson |                                                                                               | Arbitrage : Liam Sewell Michael Johnstone Marko Sakovic |
| 4 min                                             | Pénalités | 4 min                |                                                                                               | Arbitrage : Liam Sewell Michael Johnstone Marko Sakovic |
| 38                                                | Tirs | 30                   |                                                                                               | Arbitrage : Liam Sewell Michael Johnstone Marko Sakovic |

## Classement final
| Clt   | Équipe       | PJ | V | VP | D | DP | BP | BC | Diff | Pts |
| ----- | ------------ | -- | - | -- | - | -- | -- | -- | ---- | --- |
| +001, | Roumanie (R) | 5  | 4 | 1  | 0 | 0  | 27 | 11 | +16  | 14  |
| +002, | Belgique     | 5  | 2 | 1  | 2 | 0  | 22 | 15 | +7   | 8   |
| +003, | Serbie       | 5  | 1 | 1  | 1 | 2  | 18 | 22 | -4   | 7   |
| +004, | Espagne (P)  | 5  | 2 | 0  | 2 | 1  | 16 | 20 | -4   | 7   |
| +005, | Islande      | 5  | 2 | 0  | 2 | 1  | 17 | 13 | +4   | 7   |
| +006, | Australie    | 5  | 0 | 1  | 4 | 0  | 11 | 30 | -19  | 2   |

- Promu en Division IB en 2016
- Relégué en Division IIB en 2016

## Récompenses individuelles
Meilleurs joueurs
- Meilleur gardien : Arthur Legrand (Belgique)
- Meilleur défenseur : Attila Goga (Roumanie)
- Meilleur attaquant : Björn Sigurdarson (Islande)

| Clt | Joueur              | Équipe   | PJ | B | A | Pts | Pun | +/- |
| --- | ------------------- | -------- | -- | - | - | --- | --- | --- |
| 1   | Mitch Morgan        | Belgique | 5  | 6 | 4 | 10  | 0   | +3  |
| 2   | Marko Sretovic      | Serbie   | 5  | 3 | 7 | 10  | 4   | -3  |
| 3   | Bryan Kolodziejczyk | Belgique | 5  | 1 | 9 | 10  | 4   | +4  |
| 4   | Ede Mihaly          | Roumanie | 5  | 6 | 3 | 9   | 0   | +7  |
| 5   | Roberto Gliga       | Roumanie | 5  | 4 | 5 | 9   | 0   | +6  |
| 6   | Levente Zsok        | Roumanie | 5  | 1 | 7 | 8   | 2   | +7  |
| 7   | Emil Alengård       | Islande  | 5  | 4 | 3 | 7   | 0   | +3  |
| 7   | Maxime Pellegrims   | Belgique | 5  | 4 | 3 | 7   | 2   | +1  |
| 9   | Milos Babić         | Serbie   | 5  | 3 | 4 | 7   | 2   | +1  |
| 10  | Robin Hedstrom      | Islande  | 5  | 2 | 5 | 7   | 0   | +2  |

| Clt | Joueur                 | Équipe    | PJ | Min      | BC | Moy  | %Arr  | Bl |
| --- | ---------------------- | --------- | -- | -------- | -- | ---- | ----- | -- |
| 1   | Arthur Legrand         | Belgique  | 3  | 183 h 26 | 7  | 2,29 | 94,21 | 0  |
| 2   | Dennis Hedstrom        | Islande   | 4  | 239 h 15 | 9  | 2,26 | 91,96 | 1  |
| 3   | Otto Onodi             | Roumanie  | 3  | 152 h 47 | 5  | 1,96 | 91,53 | 0  |
| 4   | Adrian Catrinoi Cornea | Roumanie  | 3  | 149 h 58 | 6  | 2,40 | 90,32 | 0  |
| 5   | Arsenije Rankovic      | Serbie    | 5  | 284 h 39 | 19 | 4,00 | 88,69 | 0  |
| 6   | Ander Alcaine          | Espagne   | 4  | 215 h 9  | 13 | 3,63 | 87,13 | 0  |
| 7   | Fraser Carson          | Australie | 5  | 270 h 57 | 26 | 5,76 | 80,88 | 0  |